# Jackson’s Gap
Jackson’s Gap város az USA Alabama államában, Tallapoosa megyében. Lakosainak száma 747 fő (2020. április 1.).

## Népesség
A település népességének változása:

| 2010 | 828 |
| 2020 | 747 |